# Ben Summers
Benjamin „Ben“ Kenneth Summers (* 16. Juni 2004 in Hamilton) ist ein schottischer Fußballspieler, der bei Celtic Glasgow unter Vertrag steht.

## Karriere

### Verein
Der in Hamilton, etwa 15 km südöstlich von Glasgow geborene Summers wechselte im Alter von sieben Jahren in die Jugendakademie von Celtic Glasgow. An seinem 16. Geburtstag unterzeichnete er seinen ersten Profivertrag mit dem Verein, und verlängerte diesen im September 2022 um drei Jahre. Ab 2022 spielte er für die zweite Mannschaft von Celtic in der fünftklassigen Lowland Football League. Im März 2023 stand der offensive Mittelfeldspieler erstmals in einem Spieltagskader der ersten Mannschaft von Celtic. Summers gab sein Debüt als Profi am 16. April 2023, als er bei einem 4:1-Auswärtssieg gegen den FC Kilmarnock für Sead Hakšabanović eingewechselt wurde.
Zur Saison 2023/24 wurde Summers an den Zweitligisten Dunfermline Athletic verliehen. Zur Saison 2024/25 kehrte er nach Glasgow zurück, ehe er im September 2024 an den österreichischen Zweitligisten Admira Wacker verliehen wurde. Während der Leihe kam er zu 19 Einsätzen in der 2. Liga.

### Nationalmannschaft
Ben Summers debütierte im März 2023 in der schottischen U21-Nationalmannschaft gegen Schweden.

## Erfolge
mit Celtic Glasgow:
- Schottischer Meister: 2023
- Schottischer Pokalsieger: 2023

## Trivia
In einer filmlangen Dokumentation über den Fußballspieler Tommy Burns stellte Summers diesen als Jungen dar.